# Ốc sứ trắng
Ốc sứ trắng, hay Ốc trứng, tên khoa học: Ovula ovum, là một loài ốc biển, là động vật thân mềm chân bụng sống ở biển thuộc họ Ovulidae. Chúng được Linnaeus phân loại vào năm 1758.

## Hình ảnh

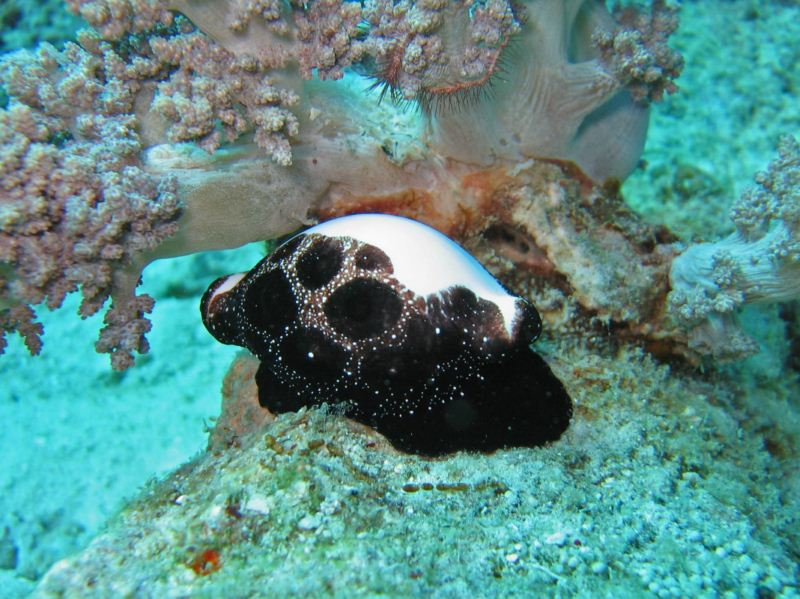
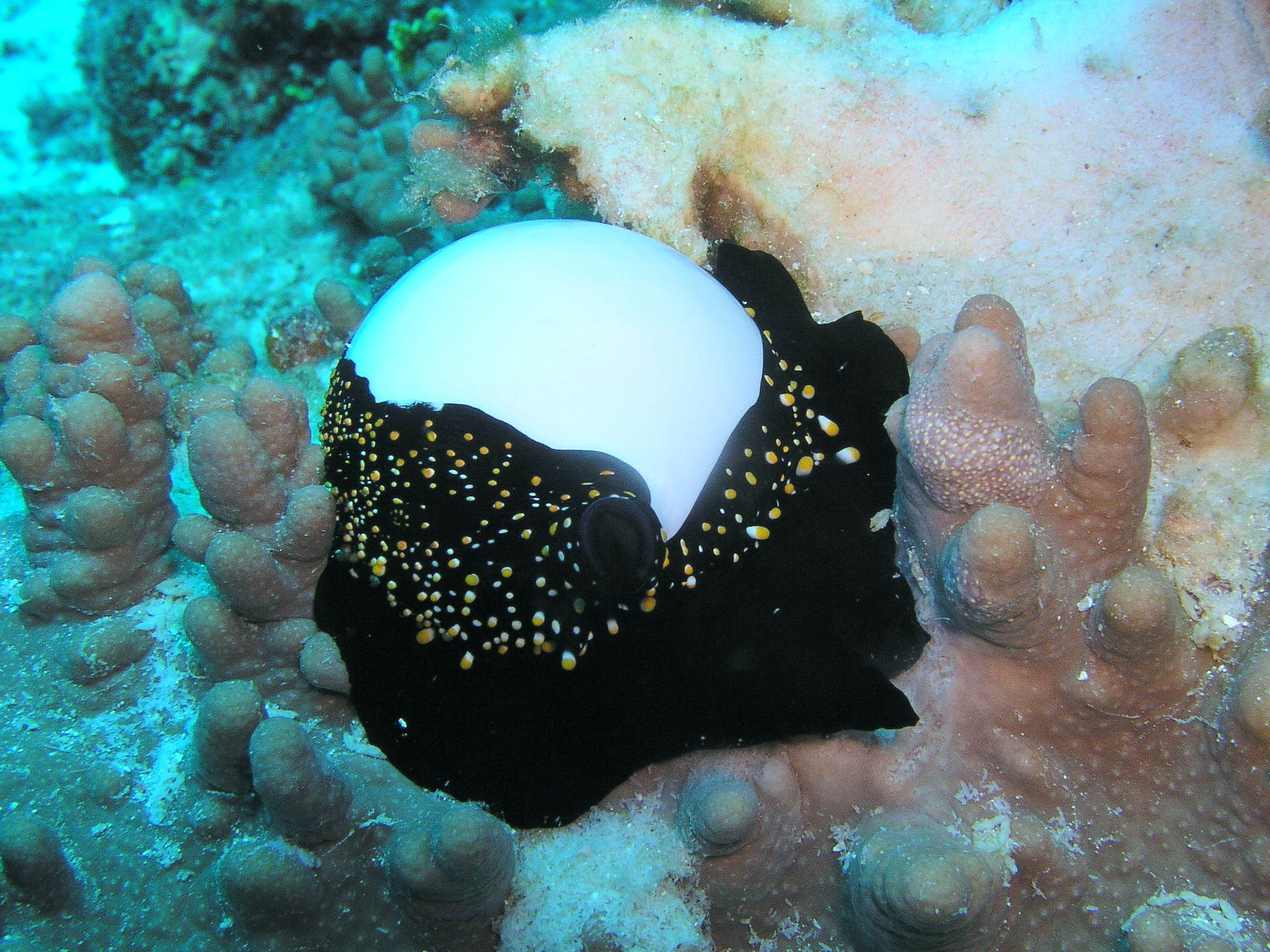
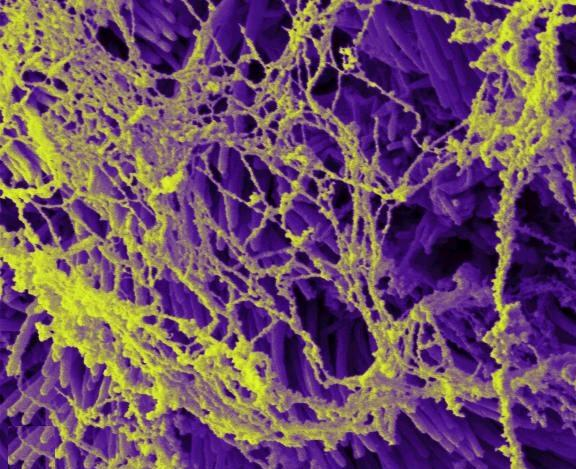
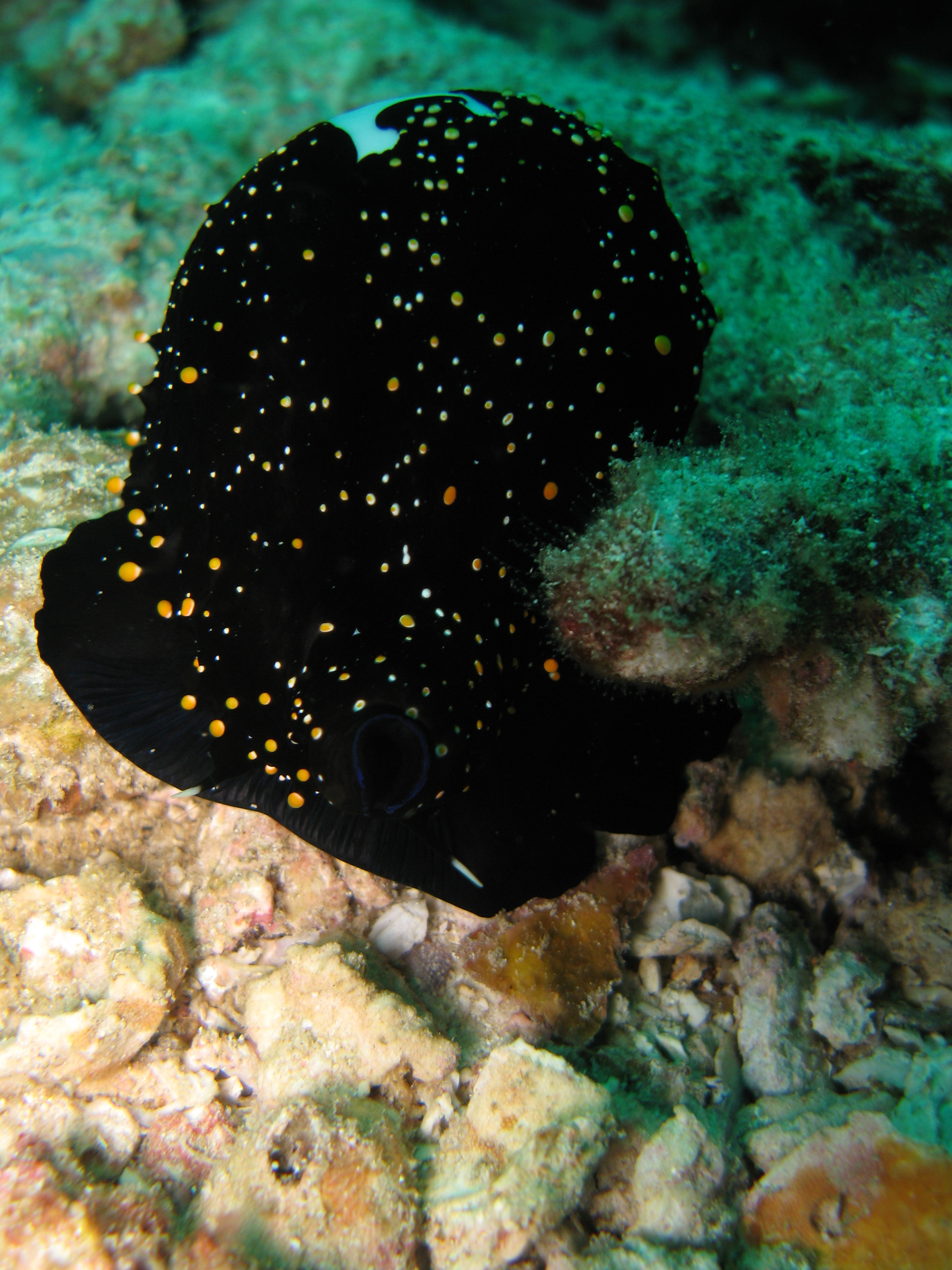